# Татька (посёлок)
Татька — упразднённый в августе 2023 года посёлок в Гаринском городском округе Свердловской области России.

## География
Урочище расположено в 50 километрах к юго-востоку от посёлка Гари, в лесной местности на левом берегу реки Татька (правого притока реки Анеп, бассейна реки Тавда). В окрестностях посёлка, в 4 километрах расположено Туринское Межевое болото.

## История
В мае 2023 года Дума Гаринского городского округа приняла решение об упразднении посёлка. В июле 2023 года законопроект принят к рассмотрению Законодательным Собранием Свердловской области
.
Областным законом № 78-03 от 1 августа 2023 года посёлок упразднён.

## Население
| 2002 | 2010 |
| ---- | ---- |
| 0    | →0   |

## Инфраструктура
В советское время в поселке находилась станция Татька узкоколейной железной дороги Сосьва — Отынья.

## Транспорт
Автомобильное сообщение с посёлком отсутствует.